# پرکلریک اسید
پرکلریک اسید(به انگلیسی: Perchloric acid)، HClO4، یک اکسید اسیدی و قوی ترین اسید معدنی است که در آب حل می‌شود و اسیدی قوی می‌سازد که قدرت این اسید از اسید سولفوریک و اسید نیتریک بیشتر است.